# Frostvikens observatorium

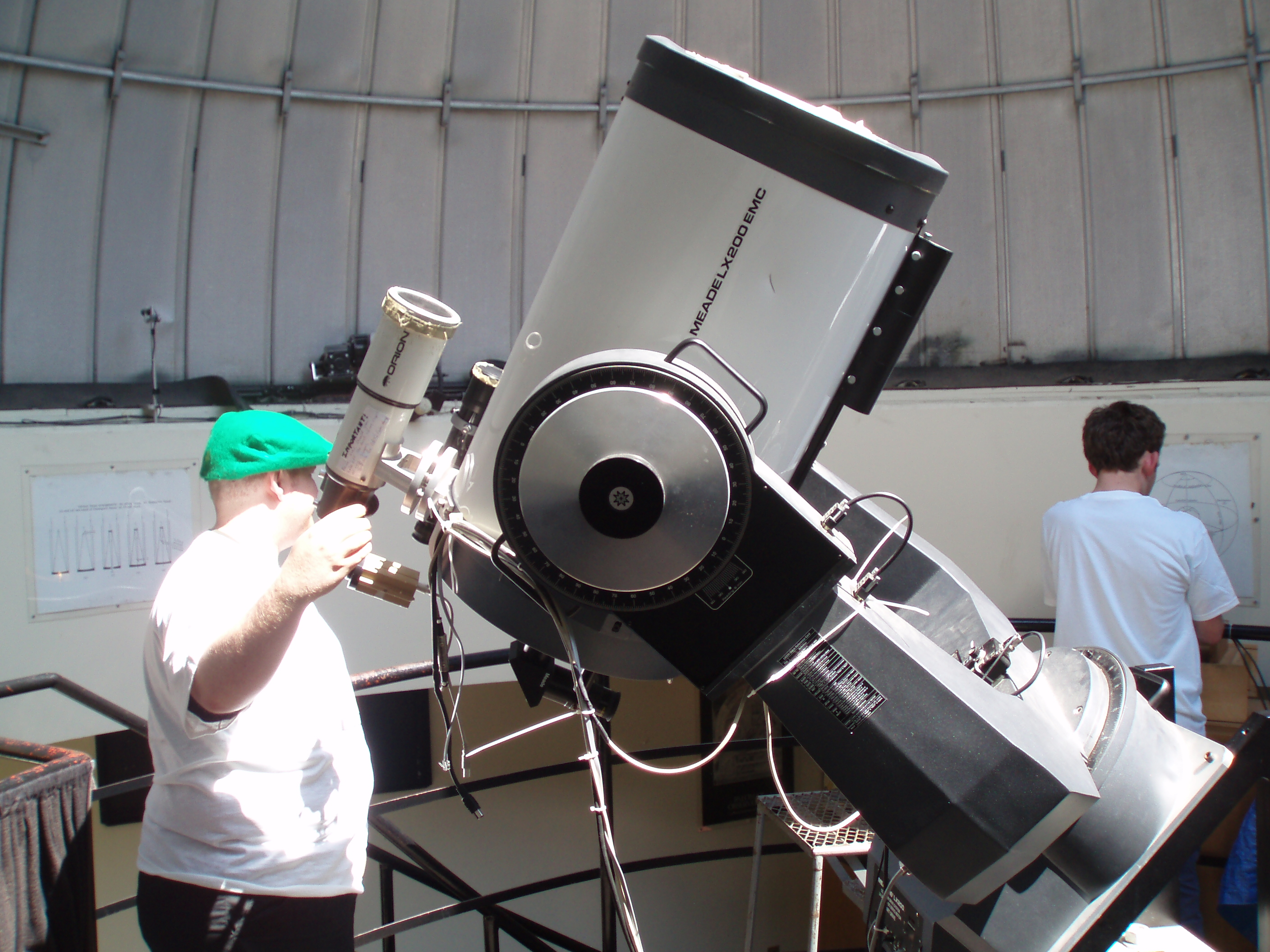
Teleskopet: 40 cm - Meade LX200

Frostvikens observatorium (Observatoriet Frostviken) var ett amatörastronomiskt observatorium i Gäddede, Frostviken, Strömsunds kommun i norra Jämtland. 
Observatorieprojektet var ett delprojekt inom den lokala organisationen Forum Frostviken, som är en ekonomisk förening.

## Historia
Observatoriet började byggas på fjället Brännklumpen (772 m ö.h.) sommaren 2009, och invigdes där av landshövdingen i Jämtlands län  den 3 oktober 2009. Grunden till observatoriet byggdes av Sörli Bygg från grannkommunen Lierne i Nord-Tröndelag, och kupolen med en diameter på 5 m inköptes från Sirius Observatories i Queensland, Australien. Observatoriet lyftes med helikopter in till centrala Gäddede i september 2012, och är nu placerat i anslutning till planetariet vid campingplatsen i Gäddede, men har sedan dess stått oanvänt. 

## Instrument
Teleskopet i kupolen är för närvarande ett 40,6 cm spegelteleskop av Ritchey-Chrétientyp, ett Meade 16 tum LX200-ACF, från Meade Instruments i Kalifornien.

### Webbkällor
- Populär Astronomi nr 3 2009   Populär Astronomi 2009-10-02  – tidskriften Populär Astronomi
- Meade LX200 –  Meade 16" LX200-ACF (engelska)
- 5m-kupolen (engelska)

### Fotnoter
1. ↑  ”Frostviksbladet”. juni 2009. Arkiverad från originalet den 11 augusti 2010. https://web.archive.org/web/20100811111845/http://www.frostviken.se/pdf/frostviksbladet/juni-09.pdf. Läst 12 augusti 2009.
2. ↑  Forum Frostviken från allabolag.se
3. ↑  ”Grunden lagd för observatoriet”. SVT. 30 juli 2009. https://www.svt.se/nyheter/lokalt/jamtland/grunden-lagd-for-observatoriet. Läst 12 augusti 2009.
4. ↑  ”Observatoriet i Gäddede invigt”. SVT. 4 oktober 2009. https://www.svt.se/nyheter/lokalt/jamtland/rymdcentrum-i-gaddede. Läst 6 oktober 2009.
5. ↑  ”Bergtoppsobservatorium flögs ner”. Populär Astronomi. 25 september 2012. Arkiverad från originalet den 10 mars 2016. https://web.archive.org/web/20160310011429/http://www.popularastronomi.se/2012/09/bergstoppsobservatorium-flogs-ner/. Läst 26 september 2012.
6. ↑  ”Havererat rymdprojekt i Frostviken blir norskt?”. Jämtlands Tidning. 21 januari 2021. https://jamtlandstidning.se/havererat-rymdprojekt-i-frostviken-blir-norskt/. Läst 3 februari 2021.
7. ↑  ”Rymdobservatorium i Gäddede blev mångmiljonfiasko”. Jämtlands Tidning. 4 augusti 2022. https://www.jamtlandstidning.se/besoksnaring-brattlifjallet-brannklumpen/rymdobservatorium-i-gaddede-blev-mangmiljonfiasko/152163. Läst 19 juli 2023.
8. ↑  Meade 16 tum LX200-ACF från astrosweden.se